# イビビオ語
イビビオ語（イビビオご、英: Ibibio）は、ベヌエ・コンゴ語群のクロスリバー諸語に属する言語である。話者はナイジェリア南部のアクワ・イボム州に居住するイビビオ人の人々で、話者数は約150万人である。
イビビオ語という名称が、イビビオ＝エフィク諸語を示すこともある。

## 言語名別称
- イビボ語

## 方言
- Central Ibibio
- Enyong
- Itak
- Nsit